# Boario Terme
Boario is een plaats (frazione) in de Italiaanse gemeente Darfo Boario Terme.